# Jan Loman

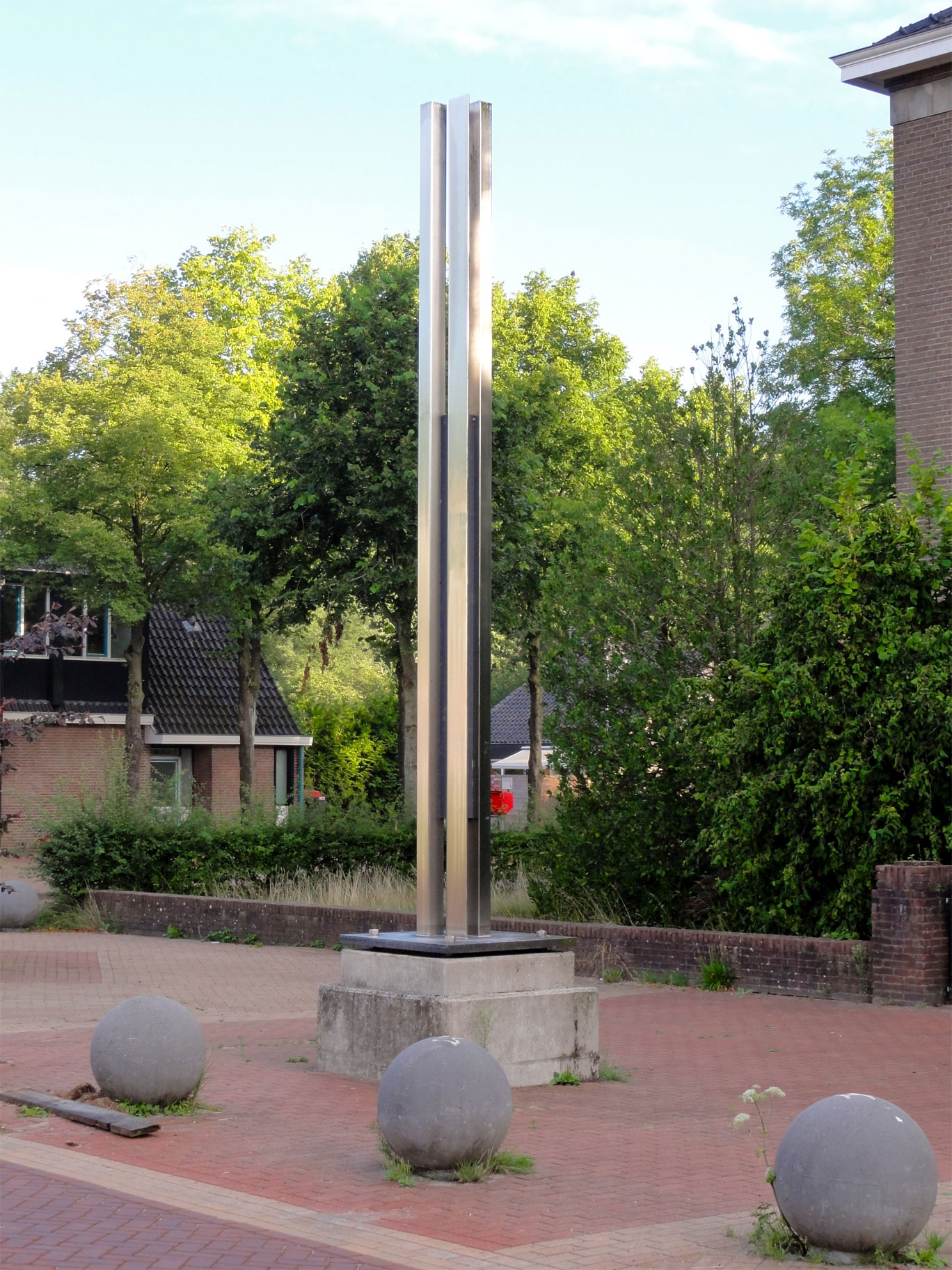
Sculptuur van Loman in Beetsterzwaag

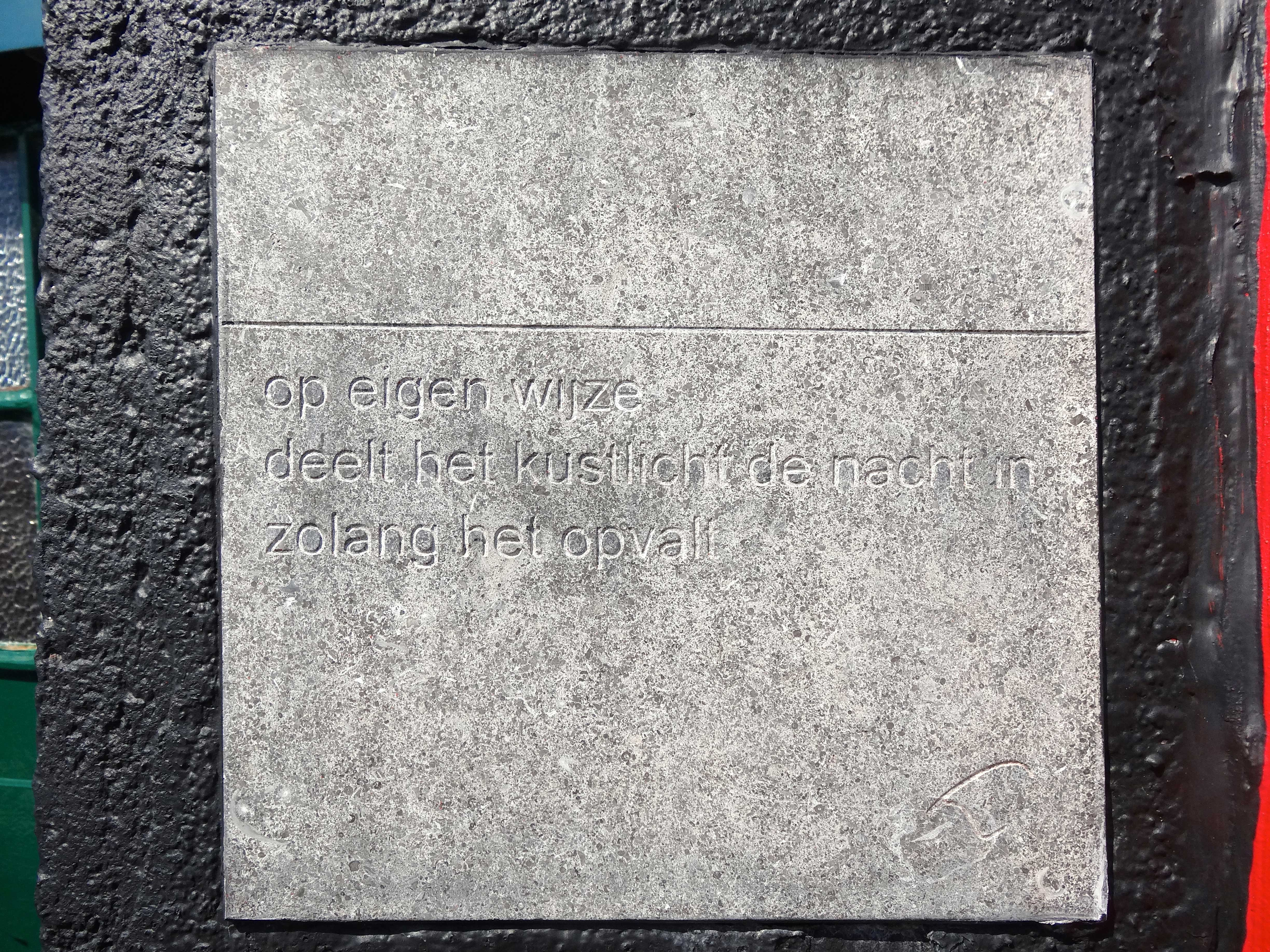
Haiku van Loman bij de vuurtoren van Schiermonnikoog

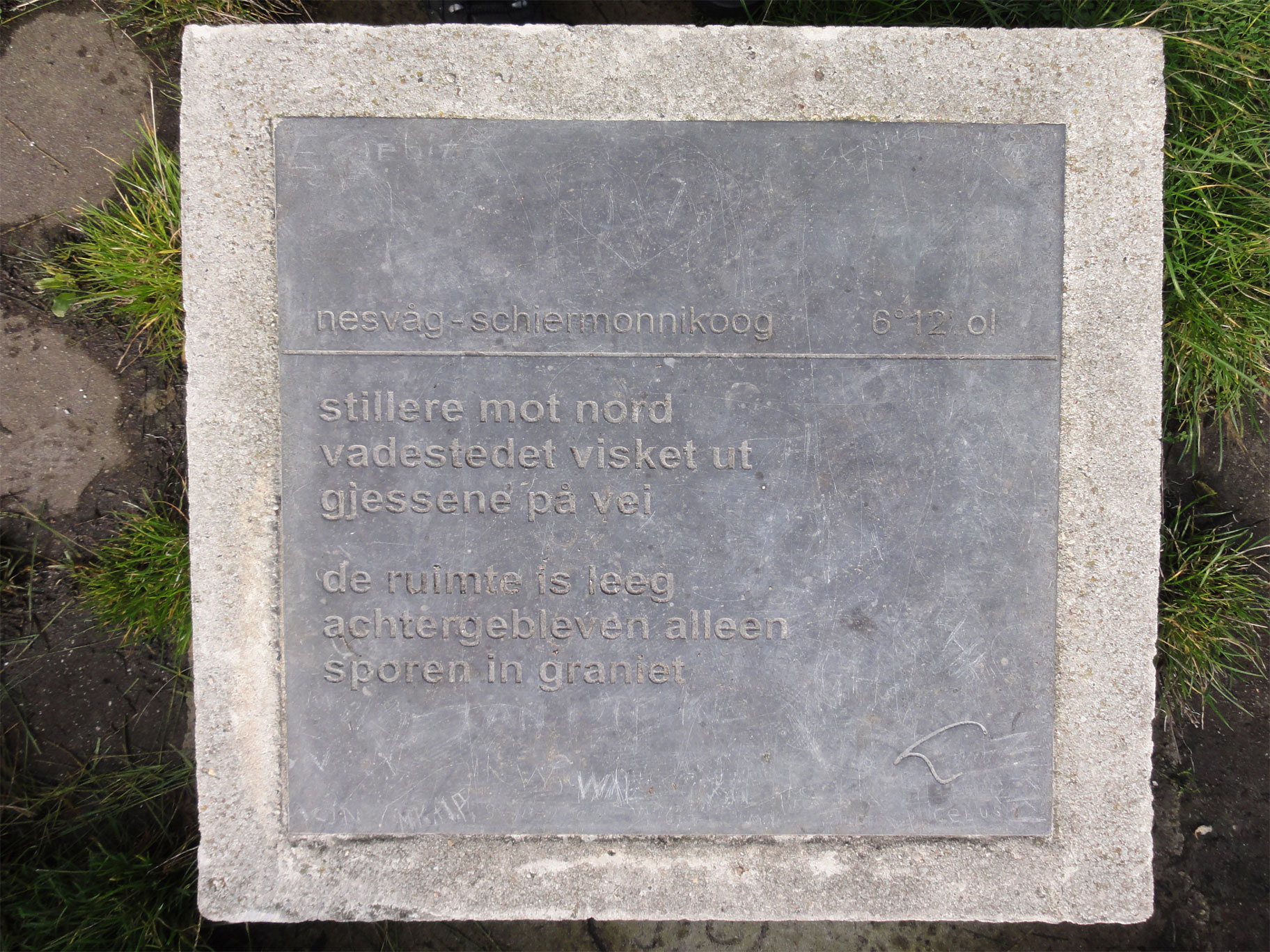
Haiku's van Loman in het Noors en in het Nederlands bij het baken in de Kobbeduinen op Schiermonnikoog

Jan Loman (Bolsward, 28 februari 1918 - Beetsterzwaag, 12 november 2006) was een Nederlands beeldend kunstenaar.

## Leven en werk
Loman werd in 1918 geboren in de Friese stad Bolsward. Hij groeide op in Gorredijk. Op aandrang van zijn vader studeerde hij geodesie in Delft, hoewel hij zelf liever de opleiding tot beeldend kunstenaar in Amsterdam zou hebben gevolgd. Loman ging na zijn opleiding werken bij het kadaster. Na de Tweede Wereldoorlog ging hij als oorlogsvrijwilliger naar het toenmalige Nederlands-Indië, waar hij zijn vrouw leerde kennen. Na de capitulatie van Japan nam hij zijn werk als geodeet weer op en was in die functie enkele jaren werkzaam in Indië. Hij keerde in 1949 terug naar Nederland waar hij weer bij het kadaster ging werken, uiteindelijk als hoofdingenieur. Daarnaast bleef hij zijn eerste liefde trouw en ontwikkelde hij zich ook als beeldend kunstenaar. Hij was zowel beeldhouwer, als graficus en schilder. Hij was onder meer werkzaam in Indonesië, het Groningse Haren, Arnhem en in Beetsterzwaag. Hij sloot zich aan bij de Groninger kunstenaarsgroep Nu, waarvan hij ook nog een tijd voorzitter is geweest. Van zijn hand is het gestileerde embleem van de Waddenvereniging. Ook van diverse andere milieuorganisaties ontwierp hij het logo.
In 1999 schonk hij een beeld aan zijn woonplaats Beetsterzwaag, dat werd geplaatst voor het voormalige gebouw van het kantongerecht aldaar.

Naast beeldend kunstenaar was Loman ook dichter. Hij schreef bij voorkeur haiku's. In diverse plaatsen in Noord-Nederland zijn haiku's van zijn hand in steen vastgelegd. Zijn beeldende kunst en dichtwerk wordt gekenmerkt door een strakke ordening. Loman had een voorliefde voor Schiermonnikoog en voor de Noorse fjordenkust. Hij schilderde een vierluik getiteld Schiermonnikoog. In april 2004 onthulde de oud-minister van Verkeer en Waterstaat, Henk Zeevalking, een door Loman geschreven haiku, die werd aangebracht bij de vuurtoren van Schiermonnikoog:
op eigen wijze
deelt het kustlicht de nacht in
zolang het opvalt.
Haiku's van zijn hand in het Noors en in het Nederlands zijn ook te vinden op een granieten steen bij het baken in de Kobbeduinen. Een soortgelijke steen is te zien in het Noorse Nesvag, dat op dezelfde lengtegraad als Schiermonnikoog is gelegen. Op de steen in Nesvag staan eveneens beide haiku's maar dan in het Nederlands en in het Noors, zodat van elke haiku een Noorse en een Nederlandse versie bestaat.
Loman overleed in november 2006 in zijn woonplaats Beetsterzwaag op 88-jarige leeftijd.

## Stichting Paerdemarct
Loman richtte in 1993 de stichting Paerdemarct op, genoemd naar een zandbank bij Schiermonnikoog. Hij bracht bij deze stichting zijn verzameling beeldende kunst onder. Met de opbrengst van de verkoop van deze kunst worden culturele initiatieven op Schiermonnikoog ondersteund. Zo werd het woordenboek van het Schiermonnikoogs mogelijk gemaakt en werd steun verleend aan het schrijvers- en dichtersfestival Schrijvers om de Noord op Schiermonnikoog.
- Biografisch Portaal: 71347242
- Gemeinsame Normdatei: 117197815
- International Standard Name Identifier: 0000 0003 9596 0698
- Nederlandse Thesaurus van Auteursnamen: 074818473
- RKD-Nederlands Instituut voor Kunstgeschiedenis: 50671
- Virtual International Authority File: 290786710
- WorldCat: E39PBJgXcVMx8JFVfT3MrHYpT3